# Tapa Tchermoeff
Abdul "Tapa" Midgit Bey Ortsa Tchermoeff (tjetjensk: Тапа Абдул Миджит Бей Орца Цармойев) (1882 – 28. august 1937) var den første og sidste premierminister af Den Bjergrige Republik Nordkaukasus fra 11. maj 1918 indtil hele regeringen blev tvunget i eksil af de invaderende bolsjevikker i 1921. Tchermoeff troede på en forening af det kaukasiske højland som den eneste mulighed for at rede regionen fra bolsjevikkerne og efter denne stats grundlæggelse i 1918, forsøgte Tchermoeff at få den nye republik anerkendt ved forhandlingerne i Versailles efter Første Verdenskrig. I 1921 lykkedes det russerne at tilbageerobre området og Tchermoeff flygtede med den nordkaukasiske regering til udlandet, han døde i Lausanne, Schweiz 1937.